# Anders Due
Anders Due Hansen (ur. 17 marca 1982 w Nykøbing Falster) – duński piłkarz występujący na pozycji pomocnika. W swojej karierze rozegrał 221 spotkań i zdobył 17 bramek w Superligaen.